# Magdalena Gutiérrez
María Magdalena Gutiérrez Gutiérrez (La Paz, Bolivia, 2 de enero de 1934-23 de septiembre de 2019) conocida como la Cuca (QK), fue una arquitecta nacida en Bolivia, radicada en Chile desde 1940, egresada de la Universidad de Chile en 1977, ganadora del Premio Manuel Moreno Guerrero en 2018.

## Biografía
Magdalena no conoció a su padre, ya que él falleció en la guerra del Chaco. Su madre estuvo casada dos veces, de su primer matrimonio tuvo tres hijos. Luego de un tiempo fallecido el padre de Magdalena, su madre conoció a un militar chileno que se encontraba haciendo un trabajo en Bolivia relacionado con la guerra. Producto de esta relación, Magdalena y su familia se trasladaron a Chile donde establecieron su residencia. Una vez siendo residentes en Chile, sus hermanos se dedicaron a la política y ella, por otro lado, enfocó sus intereses en la arquitectura. Comenzó sus estudios en la Universidad de Chile y en el cuarto año de la carrera, decidió casarse y emprender su proyecto de familia con un fuerte interés de ser madre, destinando esta etapa de su vida a la crianza de siete niños en la ciudad de Concepción.

## Trayectoria académica y profesional
Cuando tenía 38 años retomó sus estudios, egresando en 1977, e inició su carrera profesional a los 42 años en la Universidad de Chile, en Servicio de Construcciones y como docente ayudante de la asignatura de Taller. Luego se incorporó junto a Euclides Guzmán a la Escuela Nocturna para Obreros de la Construcción (ENOC), siendo su directora en 1988. 
En 1989 abandonó la Universidad de Chile, y se trasladó a la Escuela de Arquitectura de la Universidad Católica del Norte en Antofagasta donde trabajó durante diez años, y llegaría a ser jefa de carrera. En 1990 realiza el Curso Internacional de Preservación del Patrimonio Arquitectónico de Tierra en el Laboratorio CRAterre (Grenoble, Francia). Al volver a Antofagasta, creó un grupo mixto entre alumnos y profesores llamado Grupo Tierra, destinado a discutir temas relacionados con la construcción en tierra, mostrar ideas y generar instancias de debate. 
Su primera visita al llegar a la región de Antofagasta fue a San Pedro de Atacama, en el invierno de 1989, tierra en la cual decidió quedarse y donde especializó su trabajo en arquitectura de tierra. Desde 1994 se radica en San Pedro de Atacama, en busca de algo que realmente le apasionaba y donde se sintiera cómoda, allí trabajó en el rescate de la construcción y arquitectura de tierra mediante una labor comunitaria, y la creación en 2006 de la Fundación Patrimonio Vivo, cuyos integrantes en un principio fueron de aproximadamente 30 personas (en el que según ella misma cuenta eran mitad atacameños y la otra mitad provenía de afuera) cuyo objetivo era perseguir el resguardo de todas las ramas del arte que se dan en la zona de San Pedro.
Desde San Pedro de Atacama fue promotora y gestora de proyectos constructivos y culturales para la revalorización del patrimonio del desierto de Atacama. Esas fueron razones suficientes para denominar a Magdalena Gutiérrez como el alma de Red ARCOT por su trabajo consecuente en el rescate de las culturas constructivas.

### Técnica constructiva: “la cultura de la tierra”
El tapial (técnica constructiva), se traduce en compactos moldajes cuya materia prima se obtiene del mismo oasis, como ripio, piedrecilla, arena gruesa y tierra arcillosa, logrando “un excelente comportamiento térmico y sólida estructura que se mantiene en el tiempo”, afirma, al tiempo que explica que el adobe es fabricado en el terreno mismo, algo muy usado en la zona atacameña y que constituye muros de buena calidad.
¿Cuál es tu visión sobre las Culturas de Tierra?

Yo como tengo algo de esto en mi cabeza no se me hace pesado pensar en los pueblitos de Bolivia, donde nací, la Paz las casitas en tierra que ahora son unos edificios horribles, un cambio demasiado fuerte… una cultura que nace de la tierra y se desarrolla en la Tierra, eso es lo que para mi define una cultura de tierra, porque no es solamente hacerla de tierra sino que genera todo un mundo hacia el interior en la vida cotidiana y genera lo que estamos mirando aquí, por ejemplo, son muros que todo el mundo debe entrar y me imagino tocarlo porque no es común un hotel de tierra y el hecho que se muestre como tal, con sus cualidades en la compresión y no son sus dificultades, es lo que ha sido mi norte desde que llegué e hice este hotel y mis otras obras [...] Culturas de Tierra es una cultura que vive de la tierra, que nace con la tierra, que construye con la tierra, que se muere con la tierra, algo mucho más pleno y más holístico que solo la construcción, porque las enfermedades la curan con tierra, la tierra está como impregnada en la vida y vincula todos los aspectos de sus vidas [...] Tengo amor por la tierra, por esa arquitectura sencilla y sin pretensiones hecha por la propia gente de este pueblo. San Pedro es un buen ejemplo de esto y lo que ya existe hay que mantenerlo y enriquecerlo.

### Obras
En el ámbito de la arquitectura y construcción en tierra cruda, se destacó en especial sus numerosas obras en San Pedro de Atacama (1991-2013). Su experiencia en obras construidas en este material, dieron paso a su visión frente a la arquitectura, y puso de manifiesto la necesidad de proponer vinculación de lo vernáculo con lo contemporáneo. Desde esta realidad se dedicó a investigar, estudiar y utilizar la identidad constructiva de la arquitectura atacameña en tierra, lo que es posible visualizar a través de sus obras.    
Una de sus obras más conocidas es el diseño Hotel Kimal, patrimonio vivo del desierto de Atacama.

Lo más potente en términos personales ha sido llegar y empezar con ésta mi primera obra –el hotel- porque antes solo había hecho cosas chicas, y esta obra es mía, hasta donde puede ser mía [...]

### Premios y reconocimientos
- (2006) premio Convenio Andrés Bello, concurso internacional latinoamericano sobre experiencias comunitarias en relación con el patrimonio, organizado en Colombia.
- (2012) premio Conservación del Patrimonio Cultural, 2° Región, Antofagasta, entregado por el Consejo de Monumentos Nacionales CMN
- (2013) La Red ARCOT en su quinto encuentro la nombra como el alma que inspira el trabajo de la red.

- (2018) Premio Manuel Moreno Guerrero al arquitecto o arquitecta destacada en su labor profesional en el ámbito de la valoración del patrimonio arquitectónico nacional. Distinción que compartió con el arquitecto Osvaldo Cáceres González.
- (2019) premio póstumo CAA, por su destacada trayectoria en el ámbito de la arquitectura y la preservación del patrimonio por el Colegio de Arquitectos de Antofagasta.